# Обіон (округ, Теннессі)
Шаблон:StateAbbr_ 36°22′ пн. ш. 89°09′ зх. д. / 36.36° пн. ш. 89.15° зх. д.
Округ  Обіон (англ. Obion County) — округ (графство) у штаті  Теннессі, США. Ідентифікатор округу 47131.

## Історія
Округ утворений 1823 року.

## Демографія
За даними перепису 2000 року загальне населення округу становило 32450 осіб, зокрема міського населення було 13310, а сільського — 19140. Серед мешканців округу чоловіків було 15670, а жінок — 16780. В окрузі було 13182 домогосподарства, 9404 родин, які мешкали в 14489 будинках. Середній розмір родини становив 2,89.
Віковий розподіл населення поданий у таблиці:
| Стать    | До 15 років | 15-21 | 22-29 | 30-39 | 40-49 | 50-65 | 65-85 | Понад 85 |
| -------- | ----------- | ----- | ----- | ----- | ----- | ----- | ----- | -------- |
| Чоловіки | 3202        | 1508  | 1661  | 2077  | 2437  | 2855  | 1753  | 177      |
| Жінки    | 3060        | 1395  | 1675  | 2225  | 2490  | 2937  | 2522  | 476      |

## Суміжні округи
- Фултон, Кентуккі — північ
- Гікмен, Кентуккі — північний схід
- Віклі — схід
- Ґібсон — південний схід
- Даєр — південний захід
- Лейк — захід

## Виноски
1. ↑  U.S. Decennial Census. United States Census Bureau. Архів оригіналу за 26 квітня 2015. Процитовано 9 квітня 2015.
2. ↑  Historical Census Browser. University of Virginia Library. Архів оригіналу за 11 серпня 2012. Процитовано 9 квітня 2015.
3. ↑  Forstall, Richard L., ред. (27 березня 1995). Population of Counties by Decennial Census: 1900 to 1990. United States Census Bureau. Архів оригіналу за 21 лютого 2015. Процитовано 9 квітня 2015.
4. ↑  Census 2000 PHC-T-4. Ranking Tables for Counties: 1990 and 2000 (PDF). United States Census Bureau. 2 квітня 2001. Архів оригіналу (PDF) за 18 грудня 2014. Процитовано 9 квітня 2015.
5. ↑  State & County QuickFacts. United States Census Bureau. Архів оригіналу за 7 червня 2011. Процитовано 6 грудня 2013.(англ.) Наведено за англійською вікіпедією.
6. ↑  American FactFinder. Бюро перепису населення США. Архів оригіналу за 26 лютого 2012. Процитовано 31 січня 2008.

| США | Це незавершена стаття з географії США. Ви можете допомогти проєкту, виправивши або дописавши її. |